# Buchholzer Moor mit Lökestein und Sauerwieser Heide
Koordinaten: 50° 40′ 44″ N, 7° 22′ 22″ O
Das Naturschutzgebiet Buchholzer Moor mit Lökestein und Sauerwieser Heide liegt auf dem Gebiet des Landkreises Neuwied in Rheinland-Pfalz. Es ist das zweitgrößte Naturschutzgebiet im Landkreis. Das 67,45 ha große Gebiet, das mit Verordnung vom 21. Februar 2007 unter Naturschutz gestellt wurde, erstreckt sich westlich von Buchholz (Westerwald). Die Landesstraße L 274 durchschneidet das Gebiet in West-Ost-Richtung. Das Gebiet umfasst das Buchholzer Moor mit Lökestein, die Sauerwieser Heide und das Segelfluggelände Eudenbach.